# Цусима (княжество)

Мон рода Со

Княжество Цусима (яп. 対馬藩 Цусима-хан), также известно как Идзухара-хан (яп. 厳原藩) или Цусима-Футю-хан (яп. 対馬府中藩) — феодальное княжество (хан) в Японии периода Эдо (1588—1871) на острове Цусима региона Кюсю (современная префектура Нагасаки).

## Описание
Административный центр княжества — город Идзухара (в настоящее время часть города Цусима префектуры Нагасаки). Доход хана — 100 000 коку риса.
Княжество Цусима управлялось самурайским родом Со, который принадлежал к тодзама-даймё и имел статус правителя провинции (яп. 国主 кокусю). Главы княжества имели право присутствовать в большой зале аудиенций сёгуна.
Цусима-хан был ликвидирован в 1871 году. Провинция Цусима была переименована в префектуру Идзухара, которая в 1872 году была присоединена к префектуре Нагасаки.

## История
Род Со управлял островом Цусима с XIII века. Первым губернатором острова стал феодал Корэмунэ Сигэхиса (1245—1262), который одержал победу над кланом Абиру и принял новую фамилию — Со. Клан Со стал одним из немногих самурайских родов, который в период Эдо продолжал контролировать те же феодальные владения, которыми он владел до 1600 года. Хотя 19-й глава рода Со Ёситоси сражался против Токугавы Иэясу в битве при Сэкигахаре, клан получил от сёгуната разрешение на управление Цусимой. Сёгунат Токугава поручил роду Со вести дипломатические переговоры и поддерживать торговые отношения с корейским королевством Чосон. Правители Цусима-хана должны были принимать у себя дипломатические миссии из Кореи, прибывавшие в Японию.
Цусима-хан имел условный доход в размере 100 000 коку, но реальное производство риса на острове не превышало 30 000 коку. Тем не менее островное княжество имело важный дипломатический статус и экономическое благосостояние из-за торговли с Кореей. В конце XVII века Цусима процветала благодаря корейской торговле и разработке серебряных рудников на острове. Но с XVIII века княжество страдало от торговой депрессии и истощения серебряных рудников.
В середине XIX века положение княжества обострилось из-за угрозы вмешательства западных держав во внутренние дела Японии. В 1861 году русский военный корабль занял порт Цусимы. В 1862 году правитель княжества заключил союз с княжеством Тёсю, которое было одним из главных лидеров политического движения Сонно Дзёи, выступавшего против сёгунского правительства (бакуфу). Но в 1864 году антисёгунская оппозиция потерпела поражение.
Последний даймё Цусимы Со Сигэмаса (Ёсиакира) в 1869 году был назначен губернатором префектуры Идзухара, а в 1884 году получил от императорского правительства титул графа (кадзоку). Дипломатические отношения с Кореей, которые раньше находились в ведении Цусима-хана, были переданы новому министерству иностранных дел Японии.

## Правители
| №  | Имя             | Имя          | Годы правления | Годы жизни  | Примечания                                     |
| -- | --------------- | ------------ | -------------- | ----------- | ---------------------------------------------- |
| 1  | Со Ёситоси      | 宗 義智      | 1587 — 1615    | 1568 — 1615 | Четвертый сын Со Масамори, 14-го главы рода Со |
| 2  | Со Ёсинари      | 宗 義成      | 1615 — 1657    | 1604 — 1657 | Старший сын и преемник Со Ёситоси              |
| 3  | Со Ёсидзанэ     | 宗 義真      | 1657 — 1692    | 1639 — 1702 | Старший сын Со Ёсинари                         |
| 4  | Со Ёсицугу      | 宗 義倫      | 1692 — 1694    | 1671 — 1694 | Второй сын Со Ёсидзанэ                         |
| 5  | Со Ёсимити      | 宗 義方      | 1694 — 1718    | 1684 — 1718 | Четвертый сын Со Ёсидзанэ                      |
| 6  | Со Ёсинобу      | 宗 義誠      | 1718 — 1730    | 1692 — 1730 | Седьмой сын Со Ёсидзанэ                        |
| 7  | Со Митихиро     | 宗 方熈      | 1731 — 1732    | 1696 — 1760 | Девятый сын Со Ёсидзанэ                        |
| 8  | Со Ёсиюки       | 宗 義如      | 1732 — 1752    | 1716 — 1752 | Старший сын Со Ёсинобу                         |
| 9  | Со Ёсиари       | 宗 義蕃      | 1752 — 1762    | 1717 — 1775 | Второй сын Со Ёсинобу                          |
| 10 | Со Ёсинага      | 宗 義暢      | 1762 — 1778    | 1741 — 1778 | Второй сын Со Ёсиюки                           |
| 11 | Со Ёсикацу (І)  | 宗 義功 (І)  | 1778 — 1785    | 1771 — 1785 | Четвертый сын Со Ёсинаги                       |
| 12 | Со Ёсикацу (ІІ) | 宗 義功 (ІІ) | 1785 — 1812    | 1773 — 1813 | Шестой сын Со Ёсинаги                          |
| 13 | Со Ёсиката      | 宗 義質      | 1812 — 1838    | 1800 — 1838 | Старший сын Со Ёсикацу (ІІ)                    |
| 14 | Со Ёсиая        | 宗 義章      | 1839 — 1842    | 1818 — 1842 | Старший сын Со Ёсикаты                         |
| 15 | Со Ёсиёри       | 宗 義和      | 1842 — 1862    | 1818 — 1890 | Второй сын Со Ёсикаты                          |
| 16 | Со Ёсиакира     | 宗 義達      | 1862 — 1871    | 1847 — 1902 | Третий сын Со Ёсиёри                           |